# Antonín Pospíšil
Antonín Pospíšil (10. června 1903 Mouřínov – 15. června 1973 Praha) byl český a československý politik Československé strany lidové a poúnorový poslanec Národního shromáždění ČSR a ČSSR, Sněmovny lidu Federálního shromáždění a České národní rady, ministr vlád Československa a České socialistické republiky.

## Biografie
Vyučil se soustružníkem kovů a v letech 1926–1936 pracoval jako soustružník u firmy Prokop v Pardubicích. Od mládí se angažoval v křesťanských odborech a od 1928 působil v ČSL, kde patřil k levicovému proudu. Roku 1932 byl zvolen do předsednictva Všeodborového sdružení křesťanského dělnictva, od roku 1936 byl tajemníkem křesťanských odborářů v Pardubickém kraji. V době okupace zaměstnán jako odborový pracovník NOÚZ v Pardubicích a po válce tajemník ROH v Pardubicích.
V poválečném období zastával post člena odborové rady Východočeského kraje. Během únorového převratu v roce 1948 patřil v rámci lidové strany k frakci loajální vůči KSČ, která v ČSL převzala moc. Patřil pak k jejím předním funkcionářům a stal se jejím generálním tajemníkem. V únoru 1948 podpořil Aloise Petra a stal se členem Krajského Akčního výboru „obrozené“ Národní fronty v Pardubickém kraji, poté předsedou Krajského výboru ČSL v Pardubicích. V letech 1948–1951 působil jako generální tajemník a od prosince 1951 do března 1968 jako místopředseda ČSL. ČSL též zastupoval v Národní frontě (místopředseda Ústředního výboru NF) a ve vedení Svazu československo-sovětského přátelství. Byl mu udělen Řád Vítězného února (1973) a Řád republiky (1955).
Zastával post ve vládě Antonína Zápotockého a Viliama Širokého, kde v letech 1951–1954 byl ministrem dopravy a tento rezort držel pak i v následující druhé vládě Viliama Širokého až do roku 1958. V této vládě potom v letech 1958–1960 zastával post ministra energetiky.
Dlouhodobě zasedal v nejvyšších zákonodárných sborech. Ve volbách v roce 1948 byl zvolen do Národního shromáždění za ČSL ve volebním kraji Pardubice. Opětovně byl zvolen ve volbách do Národního shromáždění roku 1954 (volební obvod Polička-Hlinsko), volbách do Národního shromáždění roku 1960 (nyní již jako poslanec Národního shromáždění ČSSR za Východočeský kraj, podílel se na projednání ústavy ČSSR v roce 1960) a volbách do Národního shromáždění roku 1964. V parlamentu zasedal do konce jeho funkčního období v roce 1968. V letech 1960–1964 byl rovněž místopředsedou Národního shromáždění.
Během pražského jara v březnu 1968 rezignovalo vedení ČSL a z čela strany odešel její dlouholetý předseda a stoupenec úzké spolupráce s KSČ Josef Plojhar. Antonín Pospíšil se tehdy stal předsedou lidové strany a v následujících měsících spouštěl opatrné reformy dosavadní stranické práce. Pospíšil mluvil o navazování na tradice křesťansko sociální politiky. Po invazi vojsk Varšavské smlouvy do Československa a začátku normalizace ovšem plány na samostatnější a sebevědomější působení lidovců byly opětovně zrušeny. Normalizační politiku Pospíšil neprováděl s nadšením a deziluzi řešil konzumací alkoholu. Funkci předsedy strany zastával až do své smrti roku 1973.
Po federalizaci Československa usedl roku 1969 do Sněmovny lidu Federálního shromáždění, kde obhájil mandát ve volbách v roce 1971 a setrval zde až do své smrti roku 1973. Nahradil ho pak Vladimír Šimek. V letech 1969–1971 zároveň zasedal v České národní radě. V letech 1969–1971 také zastával post ministra bez portfeje v české vládě Josefa Kempného a Josefa Korčáka.